# New York Film Critics Circle Awards 2020
La 86ª edizione dei New York Film Critics Circle Awards, annunciati il 18 dicembre 2020, ha premiato i migliori film usciti nel corso dell'anno.

## Vincitori
A seguire vengono indicati i vincitori, in grassetto.

### Miglior film
- First Cow, regia di Kelly Reichardt

### Miglior regista
- Chloé Zhao - Nomadland

### Miglior attore protagonista
- Delroy Lindo - Da 5 Bloods - Come fratelli (Da 5 Bloods)

### Miglior attrice protagonista
- Sidney Flanigan - Mai raramente a volte sempre (Never Rarely Sometimes Always)

### Miglior attore non protagonista
- Chadwick Boseman - Da 5 Bloods - Come fratelli (Da 5 Bloods)

### Miglior attrice non protagonista
- Marija Bakalova - Borat - Seguito di film cinema (Borat Subsequent Moviefilm)

### Miglior sceneggiatura
- Eliza Hittman - Mai raramente a volte sempre (Never Rarely Sometimes Always)

### Miglior film in lingua straniera
- Bacurau, regia di Kleber Mendonça Filho e Juliano Dornelles (Brasile)

### Miglior film di saggistica
- Time, regia di Garrett Bradley

### Miglior film d'animazione
- Wolfwalkers - Il popolo dei lupi (Wolfwalkers), regia di Tomm Moore e Ross Stewart

### Miglior fotografia
- Shabier Kirchner - Small Axe

### Miglior opera prima
- The 40-Year-Old Version, regia di Radha Blank

### Menzione speciale
- Kino Lorber e Spike Lee